# Campylodoniscus
Campylodoniscus is een uitgestorven geslacht van plantenetende sauropode dinosauriërs, behorend tot de groep van de Titanosauria, dat tijdens het late Krijt leefde in het gebied van het huidige Argentinië. De typesoort is Campylodoniscus ameghinoi.

## Naamgeving
In 1929 benoemde en beschreef Friedrich von Huene een Campylodon ameghinoi. De geslachtsnaam is afgeleid van het Klassiek Griekse καμπῠλος (kampylos), "gebogen", en ὀδών (odoon), "tand". De soortaanduiding eert de Argentijnse paleontoloog Florentino Ameghino. In 1961 meldde Oskar Kuhn echter dat de naam al bezet was door de vis Campylodon (Cuvier & Valenciennes, 1832). Hij hernoemde het geslacht, met een humoristische intentie, daarom tot Campylodoniscus, het verkleinwoord.

## Vondst en beschrijving
Het fossiel, holotype MACN A-IOR63, is gevonden in de Sierra de San Bernardo in Chubut, in lagen die stammen uit het Cenomanien, ongeveer 95 miljoen jaar oud. Het bestaat slechts uit een enkel kaakbeen, de maxilla. Het bot is aan de randen zwaar beschadigd. Het is kort en hoog en draagt nog zeven tanden. Die hebben een vorm die het midden houdt tussen de stiftvormige tanden van de Diplodocidae en de spatelvormige tanden van andere sauropodengroepen. De buitenzijde van het bot toont vele openingen, foramina, vermoedelijk voor de zenuwen. Vaak wordt een schatting gegeven voor de omvang van een lengte van twintig meter en een gewicht van vijftien ton maar door de beperkte informatie kan die niet erg betrouwbaar of exact zijn. In 1933 wees Von Huene een tweede maxilla, gevonden in India, aan de soort toe maar het is onwaarschijnlijk dat er werkelijk een verband bestaat. Dit bot heeft ongeveer dezelfde vorm maar de tanden zijn niet bewaard gebleven.

## Fylogenie
Rodney Steel wees Campylodoniscus in 1970 toe aan de Titanosaurinae. John McIntosh meende in 1990 daarentegen dat het een lid was van de Camarasauridae. Tegenwoordig wordt de soort meestal toegewezen aan de Titanosauria. Sommige onderzoekers zien Campylodon Von Huene 1929 wegens de schamele resten echter als een nomen dubium en Campylodoniscus daarom als een nomen vanum.